# Келлер, Кристоф
Кристоф Мартин Келлер (нем. Christoph Martin Keller); латинизированное Христофор Целларий (лат. Christophorus Cellarius; 22 ноября 1638, Шмалькальден — 4 июня 1707, Галле) — профессор риторики и истории Фридрих-университета в Галле (1693), разделивший всемирную историю на древнее, среднее и новое времена.

## Биография
Целларий родился в южно-немецком городе Шмалькальдене. Оставшись 3-летним ребенком после смерти отца, духовноrо суперинтендента (должность, заменяющая епископа, в лютеранской церкви), Целларий рос в бурную эпоху Тридцатилетней войны, заботливо воспитываемый матерью. С 18 лет он обучается в университете: сначала в Йенском, потом в Гисенском. Семь лет изучает он университетскую науку, увлекаясь древними и восточными языками, но занимаясь и математикой. По окончании курса, проведя короткое время в родном Шмалькальдене, Целларий, по обычаю студенческой молодежи того времени, отправился странствовать: побывал в Готе, Галле и, наконец, прибыл опять в Иену, где в 1666 году получил степень магистра.

## Наследие
Внёс вклад в развитие истории, географии, археологии и латинской филологии. В своём трёхтомнике «Historia Universalis» (1702) ввёл в научный оборот периодизацию истории на древнюю, средневековую и новую. Эта периодизация стала общепризнанной.
«Древняя» история, по Целларию, продолжается до Императора Константина (начало IV века); дальше до взятия Константинополя турками (1453 год) идет история «среднеrо века» , которую сменяет «новая» история.

### Труды
- Antibarbarus Latinus
- Orthographia Latina ex vetustis monumentis …
- Latinitatis probatae et exercitae liber memorialis sive Liber memorialis
- Breviarium antiquitatum Romanarum
- Historia Medii Aevi
- Historia Nova
- Historia universalis breviter ac perspicue exposita, in antiquam, et medii aevi ac novam divisa, cum notis perpetuis sive Historia tripartita

## Память
Библиотека университета прикладных наук в Шмалькальдене носит имя Целлария («Cellarius Bibliothek»).